# Draba humillima
Draba humillima är en korsblommig växtart som beskrevs av Otto Eugen Schulz. Draba humillima ingår i släktet drabor, och familjen korsblommiga växter. Inga underarter finns listade i Catalogue of Life.